# Majdan (potok)
Majdan – potok, prawy dopływ Obidzkiego Potoku o długości 5,98 km.

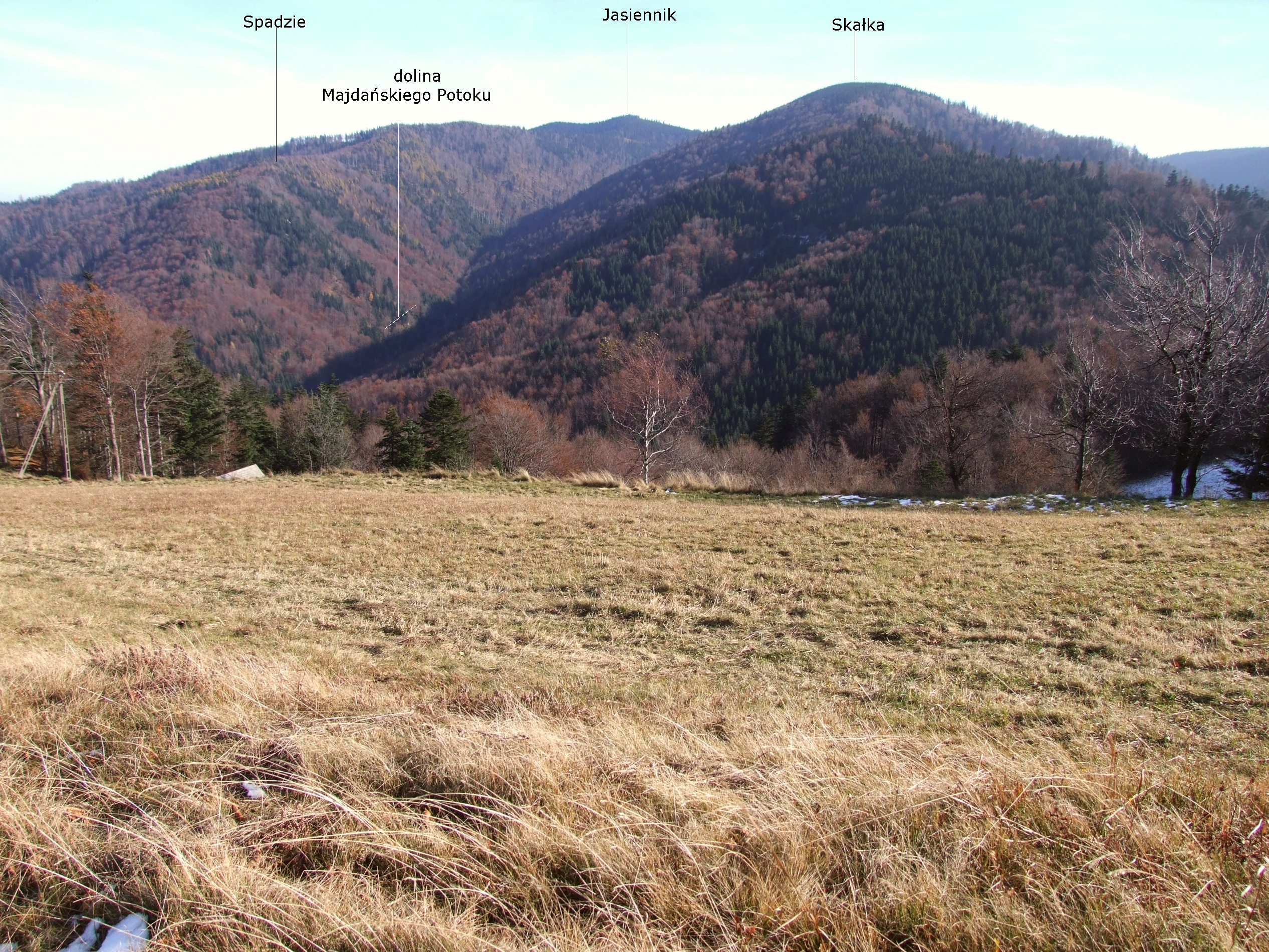
Dolina Majdana. Widok z Herślowej Polany

Potok płynie w Paśmie Radziejowej w Beskidzie Sądeckim. Ma źródła na wysokości ok. 999 m n.p.m., tuż pod zachodnimi stokami Minkowskiej Przełęczy. Spływa w zachodnim kierunku głęboką i porośniętą lasem doliną pomiędzy zachodnim grzbietem Skałki z jednej strony Jasiennika i Spadziów z drugiej. Po dopłynięciu do podnóży grzbietu Rokita – Bucznik zmienia kierunek na północny. W Obidzy uchodzi do Obidzkiego Potoku. Największym jego dopływem jest prawobrzeżny potok Czerniawa spływający po drugiej stronie grzbietu Jasiennik – Spadzie. Tuż poniżej ujścia Czerniawy (na należącym do Obidzy osiedlu Majdan), znajduje się Wodospad Wielki o wysokości 5 m.
Zlewnia potoku znajduje się w granicach wsi Obidza w województwie małopolskim, w powiecie nowosądeckim, w gminie Łącko. Górna część doliny Majdana to lesiste i niezamieszkane obszary Pasma Radziejowej, w dolnej natomiast części znajdują się osiedla Obidzy. Do osiedli tych doliną potoku poprowadzono wąską drogę.